# Angela (voornaam)
Angela is een voornaam die in de westerse wereld aan meisjes wordt gegeven. 
De voornaam vindt, evenals de jongensnaam Angelo, zijn oorsprong in het Griekse woord angelos (αγγελος), dat engel, boodschapper van God betekent. De namen Angelica en Angelique komen van dezelfde Griekse stam, en betekenen van een engel.
De vorm Angel wordt vooral in Spaanstalige landen gebruikt als jongensnaam en meisjesnaam. In Engelstalige landen wordt deze slechts gebruikt als meisjesnaam. 

## Bekende vrouwen met de voornaam Angela
- Angela Gheorghiu, Roemeense operazangeres
- Angela Groothuizen, Nederlands presentatrice
- Angela Lansbury, Amerikaanse actrice
- Angela Merkel, Bondskanselier van Duitsland
- Angela Schijf, Nederlandse actrice